# M56 Scorpion
L'M56 è un semovente controcarro statunitense degli anni '50, era in pratica un affusto semovente per un cannone controcarro.
Alla potenza di fuoco venne sacrificato tutto il disegno del veicolo, in quanto l'Esercito USA nel dopoguerra cercava anzitutto un cannone semovente, e non un vero cacciacarri, da 90 mm, molto leggero. I prototipi designati T101 della General Motors vennero standardizzati come M56 Scorpion, e posti in produzione tra il 1953 e il 1959.
Il motore aveva 3 rapporti, il mezzo barre di torsione, con cingoli di gomma rinforzati da acciaio, fatti scorrere su 4 ruote di gomma senza rulli tendicingolo.
Lo scafo era tutto in alluminio saldato o rivettato.
Il vano equipaggio era dietro, ma è arduo definirlo così. Il cannone invece era al centro, con un piccolo scudo che era tutta la protezione corazzata in pratica disponibile.
 Il cannone M54 aveva otturatore a cuneo e movimento verticale, sparava tra i +10° e -1° di alzo, 30° su ciascun lato. Le munizioni erano di vario tipo, perforanti, HEAT, HE, fumogene ecc. Ventinove granate riuscivano a trovare spazio all'interno del mezzo, sotto e a tergo del cannone.
Il pilota era a sinistra del cannone, dietro vi era il cannoniere e il suo congegno di puntamento da 4,1 o 8 ingrandimenti.
Nel servizio, il cannone M56 entrò in linea con la 82ª e 101ª Divisione Aviotrasportata americane, visto che esso necessitava di essere tanto leggero per l'impiego con tali unità.
Ma lo sparo della potente bocca da fuoco, concepita per mezzi 6 volte più pesanti, faceva letteralmente saltare all'indietro il veicolo, oscurando anche il bersaglio con la polvere, e la mancanza di protezione come anche di armi per la difesa ravvicinata non agevolò la credibilità complessiva della filosofia che lo aveva concepito, e pertanto appena disponibili missili controcarri venne messo da parte.
Difficile dire se fosse migliore nel complesso dall'ASU-57, i 2 mezzi avevano entrambi vantaggi e svantaggi. erano privi di protezione, assai simili a prestazioni. L'ASU non aveva un armamento sufficiente, in compenso poteva disporre di uno da difesa ravvicinata, mentre come costo era certo molto inferiore. Però entrambi sacrificavano troppo alla potenza di fuoco per essere dei veicoli veramente validi in termini bellici. Fu usato in Vietnam, ma non in larga scala, nel ruolo di supporto alla fanteria, e fu venduto in piccoli numeri a Spagna e Marocco. In patria fu sostituito negli anni '60 dall'M551.